# Michael Foot
Michael Mackintosh Foot (Plymouth, Engeland, 23 juli 1913 – Londen, Engeland, 3 maart 2010) was een Brits politicus van de Labour Party. Hij was de partijleider van de Labour Party van 1980 tot 1983.
Foot studeerde Philosophy, Politics and Economics aan de Universiteit van Oxford en werkte als journalist van 1937 tot 1945.
- Bibliothèque nationale de France: cb12730298c (data)
- CiNii: DA04261844
- Digitale Bibliotheek voor de Nederlandse Letteren: foot001
- Gemeinsame Normdatei: 11932685X
- International Standard Name Identifier: 0000 0001 2028 5523
- Library of Congress Control Number: n50060550
- Bibliotheek van het Japanse parlement: 00540227
- Nationale Bibliotheek van Tsjechië: jn19990002343
- Nationale bibliotheek van Australië: 35092478
- Nationale Bibliotheek van Israël: 987007261228805171
- Nationale Bibliotheek van Polen: a0000002229873
- Nederlandse Thesaurus van Auteursnamen: 070969647
- Istituto Centrale per il Catalogo Unico: RAVV055837
- LIBRIS: 187152
- SNAC: w6251wvh
- Système universitaire de documentation: 033858519
- Trove: 824395
- Virtual International Authority File: 73977697
- WorldCat: E39PBJvCPCJBYDR3G7QCBwHDMP